# Districte electoral de Castellterçol

Localització del districte electoral de Castellterçol (1899-1923)

El districte de Castellterçol fou una circumscripció electoral del Congrés dels Diputats utilitzada en les eleccions generals espanyoles entre 1871 i 1923. Es tractava d'un districte uninominal, ja que només era representat per un sol diputat.

## Àmbit geogràfic
L'any 1871, el districte comprenia parts dels partits judicials de Granollers, Manresa, Terrassa i Vic. Més concretament, els municipis incorporats foren els següents: Castellcir, Centelles, Sant Martí de Centelles, Collsuspina, Balenyà, Tona, Brull, Seva, Taradell, Santa Eugènia de Berga, Santa Eulàlia de Ronçana, Sant Sadurní d'Osormort, Sentfores, Olost, Rocafort, Mura, Talamanca, Granera, Moià, Santa Maria d'Oló, Avinyó, Artés, Calders, Sant Quirze Safaja, Caldes de Montbui, Aiguafreda, Sant Llorenç Savall, Gallifa, Matadepera, Rellinars, Vacarisses, Castellar del Vallès i Sentmenat
Amb la creació del districte de Sabadell alguns municipis van passar a formar part del districte de Sabadell i del de Terrassa.

## Diputats electes
| Elecció | Elecció        | Diputat                         | Partit/Ideologia      |
| ------- | -------------- | ------------------------------- | --------------------- |
|         | 1871           | Josep Maluquer i de Tirrell     | Partit Constitucional |
|         | Agost 1872     | Anicet Mirambell i Carbonell    | Partit Radical        |
|         | 1873           | Joan Martí i Farrats            | Sense dades           |
|         | 1876           | Nil Maria Fabra i Deas          | Conservador           |
|         | 1879           | Antoni de Barnola i Verdaguer   | Liberal               |
|         | 1881           | Antoni Rodó i Casanova          | Republicà federal     |
|         | 1883 (parcial) | Frederic Pons i Montells        | Sense dades           |
|         | 1884           | Antoni de Barnola i Verdaguer   | Liberal               |
|         | 1886           | Ramon de Rocafort i Casamitjana | Conservador           |
|         | 1896           | Josep Maria Rius i Badia        | Conservador           |
|         | 1899           | Ramon de Rocafort i Casamitjana | Conservador           |
|         | 1901           | Antoni Sala i Caba              | Conservador           |
|         | 1904 (parcial) | Alexandre Pons i Serra          | Conservador           |
|         | 1907           | Lluís Ferrer-Vidal i Soler      | Lliga Regionalista    |
|         | 1912 (parcial) | Francesc Cambó i Batlle         | Lliga Regionalista    |
|         | 1918 (parcial) | Rafael Vehils i Grau            | Lliga Regionalista    |
|         | 1920           | Josep Umbert i Rosàs            | Lliga Regionalista    |
|         | 1923           | Ramon Albó i Martí              | Lliga Regionalista    |

## Resultats electorals

### Dècada de 1920
| Eleccions generals del 29/04/1923 |                          |                          |       |       |
| Partit/Ideologia                  | Partit/Ideologia         | Candidat                 | Vots  | %     |
|                                   | Lliga Regionalista       | Ramon Albó i Martí       | 5.197 | 100,0 |
|                                   | Unió Monàrquica Nacional | Miquel Salellas i Ferrer | 0     | 0,0   |
| Total                             | Total                    | Total                    | 5.197 | 100   |
| Cens/participació                 | Cens/participació        | Cens/participació        | 8.146 | 63,8  |

| Eleccions generals del 19/12/1920 |                                     |                          |       |      |
| Partit/Ideologia                  | Partit/Ideologia                    | Candidat                 | Vots  | %    |
|                                   | Lliga Regionalista                  | Josep Umbert i Rosàs     | 3.066 | 56,1 |
|                                   | Unió Monàrquica Nacional (mellista) | Miquel Salellas i Ferrer | 2.394 | 43,8 |
|                                   | Altres                              | Altres                   | 5     | 0,1  |
| Total                             | Total                               | Total                    | 5.465 | 100  |
| Cens/participació                 | Cens/participació                   | Cens/participació        | 7.873 | 69,4 |

### Dècada de 1910
| Eleccions generals del 01/06/1919 |                     |                          |       |      |
| Partit/Ideologia                  | Partit/Ideologia    | Candidat                 | Vots  | %    |
|                                   | Lliga Regionalista  | Rafael Vehils i Grau     | 3.171 | 55,0 |
|                                   | Catòlic Independent | Miquel Salellas i Ferrer | 2.570 | 44,6 |
|                                   | Altres              | Altres                   | 20    | 0,3  |
| Total                             | Total               | Total                    | 5.761 | 100  |
| Cens/participació                 | Cens/participació   | Cens/participació        | 7.862 | 73,3 |

| Elecció parcial del 30/06/1918 |                    |                        |       |      |
| Partit/Ideologia               | Partit/Ideologia   | Candidat               | Vots  | %    |
|                                | Lliga Regionalista | Rafael Vehils i Grau   | 4.461 | 96,0 |
|                                | Liberal Demòcrata  | Carlos Ibáñez de Ibero | 0     | 0,0  |
|                                | Altres             | Altres                 | 187   | 4,0  |
| Total                          | Total              | Total                  | 4.648 | 100  |
| Cens/participació              | Cens/participació  | Cens/participació      | 7.867 | 59,1 |

| Eleccions generals del 24/02/1918 |                    |                            |       |      |
| Partit/Ideologia                  | Partit/Ideologia   | Candidat                   | Vots  | %    |
|                                   | Lliga Regionalista | Francesc Cambó i Batlle    | 3.861 | 69,8 |
|                                   | Liberal            | Carlos Ibáñez Granchamp    | 1.630 | 29,4 |
|                                   | Republicà federal  | Francesc Moliner i Salcedo | 0     | 0,0  |
|                                   | Altres             | Altres                     | 14    | 0,3  |
| Vots en blanc                     | Vots en blanc      | Vots en blanc              | 21    | 0,4  |
| Vots nuls                         | Vots nuls          | Vots nuls                  | 9     | 0,2  |
| Total                             | Total              | Total                      | 5.535 | 100  |
| Cens/participació                 | Cens/participació  | Cens/participació          | 7.867 | 70,4 |

| Eleccions generals del 09/04/1916 |                    |                         |       |
| Partit/Ideologia                  | Partit/Ideologia   | Candidat                | Vots  |
|                                   | Lliga Regionalista | Francesc Cambó i Batlle | 3.873 |
|                                   | Liberal            | Lluís Damians i Tali    | 1.107 |
|                                   | Socialista         | Pablo Iglesias Posse    | 2     |

| Eleccions generals del 08/03/1914 |                    |                         |                                                     |
| Partit/Ideologia                  | Partit/Ideologia   | Candidat                | Vots                                                |
|                                   | Lliga Regionalista | Francesc Cambó i Batlle | Electe mitjançant l'article 29 de la llei electoral |

| Elecció parcial del 03/03/1912 |                          |                         |       |      |
| Partit/Ideologia               | Partit/Ideologia         | Candidat                | Vots  | %    |
|                                | Lliga Regionalista       | Francesc Cambó i Batlle | 4.331 | 91,1 |
|                                | Partit Republicà Radical | Domingo Gaspar Mata     | 252   | 5,3  |
|                                | Altres                   | Altres                  | 87    | 1,8  |
| Vots en blanc                  | Vots en blanc            | Vots en blanc           | 84    | 1,8  |
| Total                          | Total                    | Total                   | 4.754 | 100  |
| Cens/participació              | Cens/participació        | Cens/participació       | 7.744 | 61,4 |

| Eleccions generals del 08/05/1910 |                         |                            |       |      |
| Partit/Ideologia                  | Partit/Ideologia        | Candidat                   | Vots  | %    |
|                                   | Lliga Regionalista      | Lluís Ferrer-Vidal i Soler | 2.878 | 48,2 |
|                                   | Comunió Tradicionalista | Miquel Salellas i Ferrer   | 1.641 | 27,5 |
|                                   | Liberal                 | Lluís G. Damians i Toli    | 1.426 | 23,9 |
|                                   | Altres                  | Altres                     | 32    | 0,5  |
| Total                             | Total                   | Total                      | 5.977 | 100  |
| Cens/participació                 | Cens/participació       | Cens/participació          | 7.743 | 77,2 |

### Dècada de 1900
| Eleccions generals del 21/04/1907 |                               |                            |       |      |
| Partit/Ideologia                  | Partit/Ideologia              | Candidat                   | Vots  | %    |
|                                   | Lliga Regionalista (solidari) | Lluís Ferrer-Vidal i Soler | 5.533 | 98,4 |
|                                   | Altres                        | Altres                     | 90    | 1,6  |
| Total                             | Total                         | Total                      | 5.623 | 100  |
| Cens/participació                 | Cens/participació             | Cens/participació          | 7.438 | 75,6 |

| Eleccions generals del 10/11/1905 |                   |                        |       |      |
| Partit/Ideologia                  | Partit/Ideologia  | Candidat               | Vots  | %    |
|                                   | Conservador       | Alexandre Pons i Serra | 4.941 | 97,3 |
|                                   | Altres            | Altres                 | 138   | 2,7  |
| Total                             | Total             | Total                  | 5.079 | 100  |
| Cens/participació                 | Cens/participació | Cens/participació      | 7.403 | 68,6 |

| Elecció parcial del 06/11/1904 |                  |                        |       |
| Partit/Ideologia               | Partit/Ideologia | Candidat               | Vots  |
|                                | Conservador      | Alexandre Pons i Serra | 4.184 |

| Eleccions generals del 19/05/1901 |                   |                    |       |      |
| Partit/Ideologia                  | Partit/Ideologia  | Candidat           | Vots  | %    |
|                                   | Conservador       | Antoni Sala i Caba | 5.292 | 99,9 |
|                                   | Altres            | Altres             | 4     | 0,1  |
| Total                             | Total             | Total              | 5.296 | 100  |
| Cens/participació                 | Cens/participació | Cens/participació  | 6.931 | 76,4 |

### Dècada de 1890
| Eleccions generals del 16/04/1899 |                   |                                 |       |      |
| Partit/Ideologia                  | Partit/Ideologia  | Candidat                        | Vots  | %    |
|                                   | Conservador       | Ramon de Rocafort i Casamitjana | 4.097 | 98,7 |
|                                   | Altres            | Altres                          | 53    | 1,3  |
| Total                             | Total             | Total                           | 4.150 | 100  |
| Cens/participació                 | Cens/participació | Cens/participació               | 6.781 | 61,2 |

| Eleccions generals del 27/03/1898 |                   |                          |       |      |
| Partit/Ideologia                  | Partit/Ideologia  | Candidat                 | Vots  | %    |
|                                   | Conservador       | Josep Maria Rius i Badia | 4.554 | 98,3 |
|                                   | Altres            | Altres                   | 80    | 1,7  |
| Total                             | Total             | Total                    | 4.634 | 100  |
| Cens/participació                 | Cens/participació | Cens/participació        | 6.841 | 67,7 |

| Eleccions generals del 12/04/1896 |                   |                          |       |      |
| Partit/Ideologia                  | Partit/Ideologia  | Candidat                 | Vots  | %    |
|                                   | Conservador       | Josep Maria Rius i Badia | 5.359 | 99,7 |
|                                   | Altres            | Altres                   | 16    | 0,3  |
| Total                             | Total             | Total                    | 5.375 | 100  |
| Cens/participació                 | Cens/participació | Cens/participació        | 6.915 | 77,7 |

| Eleccions generals del 05/03/1893 |                   |                                 |       |      |
| Partit/Ideologia                  | Partit/Ideologia  | Candidat                        | Vots  | %    |
|                                   | Conservador       | Ramon de Rocafort i Casamitjana | 3.822 | 87,2 |
|                                   | Altres            | Altres                          | 561   | 12,8 |
| Total                             | Total             | Total                           | 4.383 | 100  |
| Cens/participació                 | Cens/participació | Cens/participació               | 6.879 | 63,7 |

| Eleccions generals del 01/02/1891 |                  |                                 |       |
| Partit/Ideologia                  | Partit/Ideologia | Candidat                        | Vots  |
|                                   | Conservador      | Ramon de Rocafort i Casamitjana | 2.755 |

### Dècada de 1880
| Eleccions generals del 04/04/1886 |                  |                                 |       |      |
| Partit/Ideologia                  | Partit/Ideologia | Candidat                        | Vots  | %    |
|                                   | Conservador      | Ramon de Rocafort i Casamitjana | 892   | 49,9 |
|                                   | Altres           | Altres                          | 896   | 50,1 |
| Total                             | Total            | Total                           | 1.788 | 100  |

| Eleccions generals del 27/04/1884 |                  |                               |      |      |
| Partit/Ideologia                  | Partit/Ideologia | Candidat                      | Vots | %    |
|                                   | Liberal          | Antoni de Barnola i Verdaguer | 965  | 97,0 |
|                                   | Altres           | Altres                        | 30   | 3,0  |
| Total                             | Total            | Total                         | 995  | 100  |

| Elecció parcial del 20/05/1883 |                  |                          |       |      |
| Partit/Ideologia               | Partit/Ideologia | Candidat                 | Vots  | %    |
|                                | Sense dades      | Frederic Pons i Montells | 1.069 | 88,6 |
|                                | Altres           | Altres                   | 138   | 11,4 |
| Total                          | Total            | Total                    | 1.207 | 100  |

| Eleccions generals del 20/08/1881 |                   |                        |       |      |
| Partit/Ideologia                  | Partit/Ideologia  | Candidat               | Vots  | %    |
|                                   | Republicà federal | Antoni Rodó i Casanova | 680   | 50,1 |
|                                   | Altres            | Altres                 | 677   | 49,9 |
| Total                             | Total             | Total                  | 1.357 | 100  |

### Dècada de 1870
| Eleccions generals del 20/04/1879 |                  |                               |       |      |
| Partit/Ideologia                  | Partit/Ideologia | Candidat                      | Vots  | %    |
|                                   | Liberal          | Antoni de Barnola i Verdaguer | 633   | 59,0 |
|                                   | Altres           | Altres                        | 439   | 41,0 |
| Total                             | Total            | Total                         | 1.072 | 100  |

| Eleccions generals del 20/01/1876 |                  |                        |       |      |
| Partit/Ideologia                  | Partit/Ideologia | Candidat               | Vots  | %    |
|                                   | Conservador      | Nil Maria Fabra i Deas | 4.529 | 61,8 |
|                                   | Altres           | Altres                 | 2.800 | 38,2 |
| Total                             | Total            | Total                  | 7.329 | 100  |

| Eleccions generals del 10/05/1873 |                  |                      |       |      |
| Partit/Ideologia                  | Partit/Ideologia | Candidat             | Vots  | %    |
|                                   | Sense dades      | Joan Martí i Farrats | 1.419 | 38,9 |
|                                   | Altres           | Altres               | 2.229 | 61,1 |
| Total                             | Total            | Total                | 3.648 | 100  |

| Eleccions generals del 24/08/1872 |                  |                              |       |      |
| Partit/Ideologia                  | Partit/Ideologia | Candidat                     | Vots  | %    |
|                                   | Partit Radical   | Anicet Mirambell i Carbonell | 1.697 | 39,8 |
|                                   | Altres           | Altres                       | 2.567 | 60,2 |
| Total                             | Total            | Total                        | 4.264 | 100  |

| Eleccions generals del 03/04/1872 |                       |                             |       |      |
| Partit/Ideologia                  | Partit/Ideologia      | Candidat                    | Vots  | %    |
|                                   | Partit Constitucional | Josep Maluquer i de Tirrell | 6.743 | 94,7 |
|                                   | Altres                | Altres                      | 381   | 5,3  |
| Total                             | Total                 | Total                       | 7.124 | 100  |

| Eleccions generals del 08/03/1871 |                       |                             |       |      |
| Partit/Ideologia                  | Partit/Ideologia      | Candidat                    | Vots  | %    |
|                                   | Partit Constitucional | Josep Maluquer i de Tirrell | 2.495 | 43,5 |
|                                   | Altres                | Altres                      | 3.236 | 56,5 |
| Total                             | Total                 | Total                       | 5.731 | 100  |